# Webb (Iowa)
Pour les articles homonymes, voir Webb.
Webb est une ville du comté de Clay, situé en Iowa, États-Unis. La population était de 165 habitants lors du recensement de 2000.

## Géographie
Webb est située à 42° 56′ 53″ N, 95° 00′ 44″ O .
Selon le Bureau de recensement des États-Unis, la ville a une aire totale de 1,3 km², entièrement sur la terre.